# Powłoka galwaniczna
Powłoka galwaniczna – powłoka elektrolityczna. Powłoka z metalu lub stopu nałożona na inny metal lub stop.
Powstaje w wyniku redukcji prądem elektrycznym na katodzie jonów metalu.

## Zastosowanie
Powłoki galwanicze stosuje się jako powłoki odporne na korozję, odporne na ścieranie lub też dekoracyjnie i ochronno dekoracyjnie.